# Bisdom Novaliches
Het bisdom Novaliches (Latijn: Dioecesis Novalichesinsis) is een rooms-katholiek bisdom met als zetel Novaliches, een stadsdistrict van Quezon City, op de Filipijnen. Het bisdom is suffragaan aan het aartsbisdom Manilla. 

## Geschiedenis
Het bisdom werd opgericht op 7 december 2002, uit delen van het aartsbisdom Manilla. 

## Parochies
Het bisdom had in 2021 een oppervlakte van 138 km2 en telde 2.963.709 inwoners waarvan 78,0% rooms-katholiek was.

## Bisschoppen
- Teodoro Cruz Bacani Jr. (7 december 2002 - 25 november 2003)
- Antonio Realubin Tobias (25 november 2003 - 6 juni 2019; apostolisch administrator sinds 21 juni 2003)
- Roberto Orendain Gaa (6 juni 2019 - heden)

## Galerij van afbeeldingen

Wapen van het bisdom
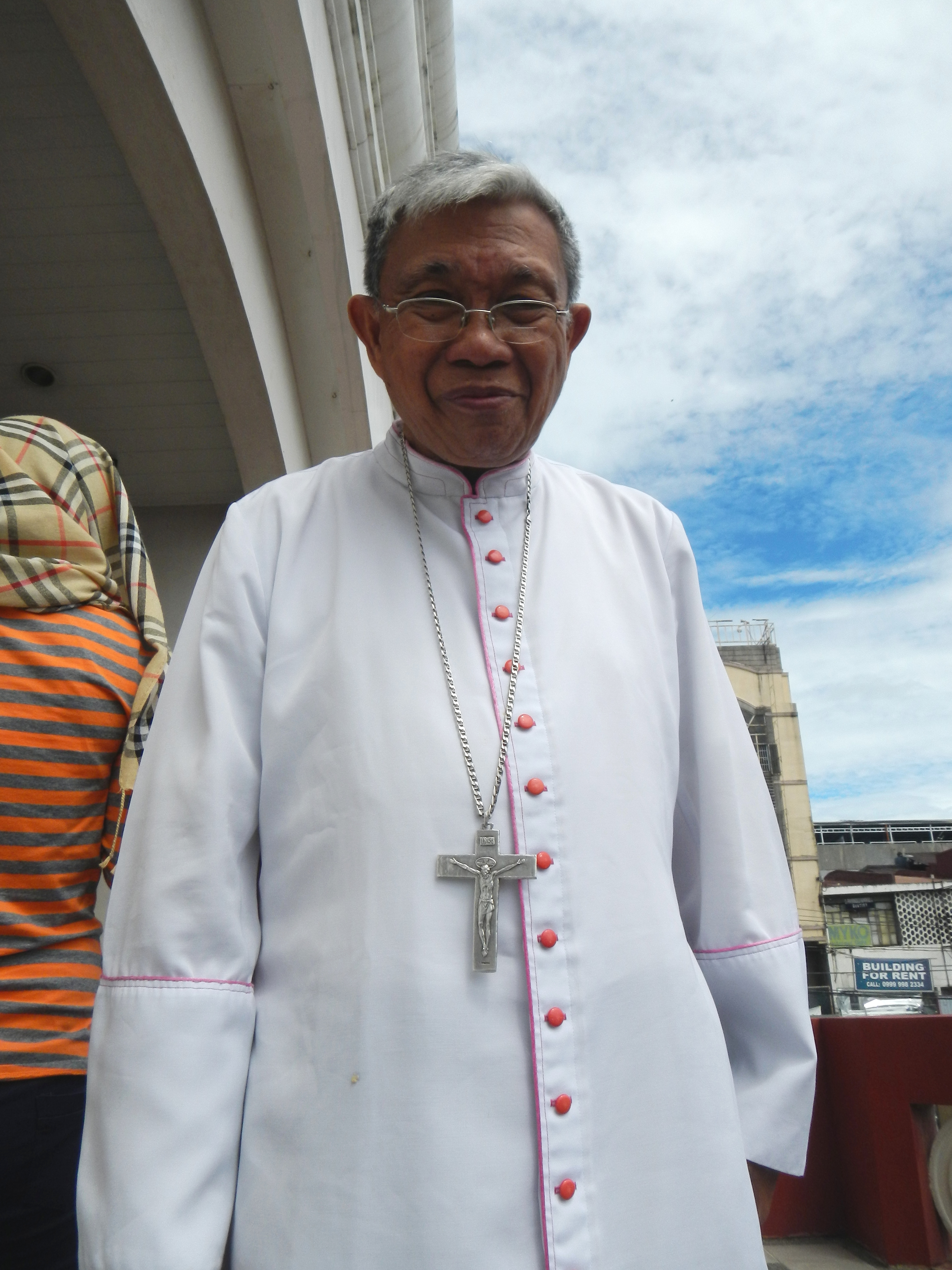
Bisschop Antonio Realubin Tobias (2003-2019)
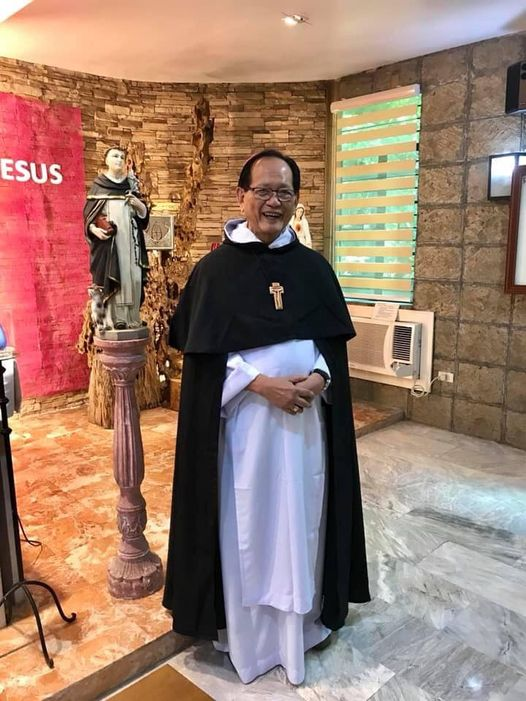
Bisschop Teodoro Cruz Bacani Jr. (2002-2003), de eerste bisschop

Manilla (aartsbisdom) · Antipolo · Cubao · Imus · Kalookan · Malolos · Novaliches · Parañaque · Pasig · San Pablo